# Morris Abram
Morris Berthold Abram, né le 19 juin 1918 à Fitzgerald (État de Georgie), et mort le 16 mars 2000 à Genève (Suisse) est un avocat, représentant aux Nations unies et président d'université américain. Il est fondateur de l'ONG UN Watch, dont l'objectif est « d’assurer que l’ONU respecte sa propre Charte et que les Droits de l’Homme soient accessibles à tous ».